# Beilschmiedia mayumbensis
Beilschmiedia mayumbensis är en lagerväxtart som beskrevs av Robyns & Wilczek. Beilschmiedia mayumbensis ingår i släktet Beilschmiedia och familjen lagerväxter. Inga underarter finns listade i Catalogue of Life.